# Domenico Morelli (vescovo)
Domenico Morelli (Cutro, 31 marzo 1714 – Napoli, 17 maggio 1804) è stato un vescovo cattolico e letterato italiano.

## Biografia
Nacque a Cutro il 31 marzo 1714 dal barone Gregorio Morelli e da Vincenza Di Bona. Ebbe un fratello, il barone Nicola Morelli (Cutro, 1710 - Cutro, 1778), che fu noto giureconsulto. Compì gli studi nel suo paese natale e nel 1734 si trasferì a Roma, dove intraprese gli studi universitari di Giurisprudenza.
Nel 1740 divenne socio dell'Accademia dell'Arcadia di Roma e di diverse altre accademie in tutta Europa. Fu particolarmente apprezzato e riconosciuto dai maggiori accademici, letterati e poeti di quell'epoca per aver recitato diversi componimenti poetici dedicati a Quinto Orazio Flacco, Virgilio, Francesco Petrarca e Dante Alighieri. La sua fama di letterato crebbe sempre di più, tant'è che l'Università di Pisa decise addirittura di volergli assegnare una cattedra universitaria di Giurisprudenza, che però egli rifiutò.
Intrapresa la carriera ecclesiastica, venne ordinato presbitero il 1º gennaio 1743. Nominato vescovo di Strongoli il 29 gennaio 1748, ricevette la consacrazione episcopale dal cardinale Joaquín Fernández de Portocarrero il 4 febbraio dello stesso anno. Appena insediatosi nella diocesi, si preoccupò di tenere personalmente sotto controllo i vari lavori di restauro della cattedrale di Strongoli.
Il 2 ottobre 1792 papa Pio VI accolse le sue dimissioni da vescovo di Strongoli per il sopraggiungere della malattia. Decise così di ritirarsi a Napoli, dove morì il 17 maggio 1804.

## Genealogia episcopale
La genealogia episcopale è:
- Cardinale Sigismund von Kollonitz
- Cardinale Mihály Frigyes von Althann
- Cardinale Juan Álvaro Cienfuegos Villazón, S.I.
- Cardinale Joaquín Fernández de Portocarrero
- Vescovo Domenico Morelli